# Pozitív pszichológia

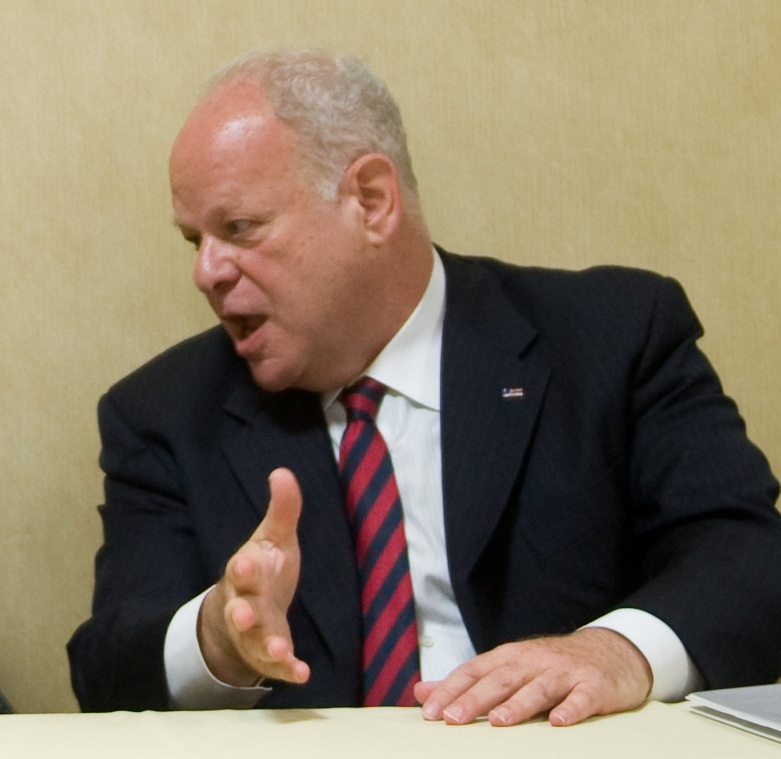
Martin Seligman szerint a pszichológia (különösen annak pozitív ága) az egyének és közösségek nagyobb örömét elősegítő valós lehetőségeket vizsgálhat és támogathat.

A pozitív pszichológia, a jól-lét tudománya a pszichológia egy újabb ága, melynek célját 2000-ben fogalmazta meg Martin Seligman és Csíkszentmihályi Mihály: "Úgy véljük, hogy a pozitív emberi tevékenység pszichológiája fejlődése során tudományos megértésre talál, és hatásos beavatkozást fog jelenteni az egyének, családok és közösségek gyarapításához." A pozitív pszichológusok az ún. virulás, szárnyalás állapotát kutatják, hogy "hogyan tehetik a normális életet még teljesebbé", nem csak a mentális betegségek kezelésével. A pozitív pszichológia térnyerésének célja ugyanakkor nem a hagyományos pszichológia leváltása, hanem annak kiegészítése.
A pozitív pszichológia annak tudományos tanulmányozásával, ami sikerült, kerülésével, ami kudarcot vallott mind az egyének, mind a közösségek szintjén, a tudományt újítja meg. Az újfajta megközelítés nagy érdeklődést váltott ki a témában, 2002 körül. Egyetemi órák keretében Martin Seligman, Michael Frish és mások is pozitív pszichológiát kezdtek el tanítani. 2006-ig csupán kevesen érdeklődtek a nagyközönség részéről, amikor is ugyanezen témakörben egy Harvard Egyetemi kurzus különösen népszerűvé vált.
Több humanista pszichológus – mint például Abraham Maslow, Carl Rogers, és Erich Fromm – dolgozott ki elméletet és gyakorlatot az emberi boldogságra. Ezen elméletek, az emberek kivirágzásáról, szárnyalásáról támogatásra leltek a pozitív pszichológusoknál. Közben a pozitív pszichológia több irányba is elmozdult.
A pozitív pszichológia jelenlegi kutatói például Martin Seligman, Ed Diener, Csíkszentmihályi Mihály, Christopher Peterson, Carol Dweck, Barbara Fredrickson, Sonja Lyubomirsky, Kennon Sheldon, Jonathan Haidt, Shelley Taylor, C. R. Snyder, Robert Biswas-Diener, Albert Bandura, Charles S. Carver, Robert Emmons, Michael McCullough, és Phil Zimbardo. Ezek a tudósok mindannyian befolyásos és széles körben hivatkozott cikkeket közölnek. A pozitív pszichológia keretein kívül ezek a tudósok elismert kutatók, a felső kategóriás pszichológiai folyóiratokban olvashatók. Ez azért lényeg, mert a pozitív pszichológia egy új tudományág a pszichológiatudományon belül.

## Háttér
A pozitív pszichológia 1998-ban vált a pszichológia egyik új ágává, amikor is Martin Seligman, akit a modern pozitív pszichológiai elmozdulás atyjának tartanak, az American Psychological Association elnökeként, irányítása alatti témául ezt választotta. Habár a kifejezés Maslow-tól származik, 1954-es könyvéből, Motiváció és személyiség címmel, és már az 50-es évektől mutatkoztak jelek arra, hogy a pszichológusok egyre inkább a szellemi egészséget támogatják, a betegség puszta gyógyítása helyett. Seligman kifejtette, hogy a klinikai pszichológia fél évszázada "egy témára összpontosított csupán – a mentális betegségekre", visszhangozva ezzel Maslow megjegyzéseit. A pszichológusokat arra ösztökélte, hogy folytassák a pszichológia korábbi küldetését, a tehetség táplálását, a működőre történő fókuszálást és a normális élet fejlesztését, a jól-lét elérését.
Az első pozitív pszichológiai csúcstalálkozót 1999-ben tartották. Az első nemzetközi konferencia a pozitív pszichológiáról 2002-ben volt. 2009 júniusában tartották az első világkonferenciát a témában.

### Történelmi gyökerek
A pozitív pszichológia a 20. századi humanisztikus pszichológiából ered, mely erőteljesen koncentrált a boldogságra és beteljesülésre. Még korábbról elsősorban a filozofikus és vallási források hatása érezhető, hiszen a tudományos pszichológia egészen a 19. század végéig nem érte el modern formáját (lásd: A pszichológia története)
A Júdaizmus a boldogságról alkotott Isteni parancs elméletét támogatja: a boldogság és a jutalom az Isteni parancs követéséből ered.
Az ókori görögöknél többféle tan is létezett. Szókratész az önismeretet tartotta a boldogsághoz vezető útnak. Platón barlanghasonlata a nyugati gondolkodókra volt hatással, akik szerint a boldogság a mélyebb értelemben található. Arisztotelész szerint a boldogság, vagy eudaimonia a teljes életen át végzett, erénnyel összeegyeztethető józan tevékenységekből áll össze. Az epikureánusok az egyszerű örömök élvezetén át vélték elérni a boldogságot. A sztoicisták szerint természetes és észszerű viselkedéssel maradhatunk boldogok.
A kereszténység a megváltás Isteni parancs elméletét követte. A középkorban, a kereszténység tanai szerint, igazi üdvöt csak a halál után lelhetünk. A hét főbűn a földi önös élvezetekről és a nárcizmusról szól. Másrészt, a négy legfőbb erény és három teológikus erény hivatott megvédeni a bűnöktől.
A reneszánsz és felvilágosodás korában az individualizmus vált értékké. Ezzel egy időben, a kreatív embereknek megnőtt a tekintélye, mivel ők most már művészek voltak, nem csak iparosok. Az utilitáriánus filozófusok, mint John Stuart Mill szerint az erkölcsös tevékenységek a legtöbb ember számára maximalizálják a boldogságot. Ezért a boldogság empirikus tudományát kell használni annak megállapításához, hogy mely cselekvés erkölcsös. Thomas Jefferson és a demokrácia más támogatói szerint az "élet, szabadság és boldogság keresése" elidegeníthetetlen jogok, és ez szentesíti a kormány megdöntését.
A romantikusok az egyén érzelmeinek kifejezését hangsúlyozták, és saját lelki "igazi énjüket" keresték, melyet nem akadályoznak társadalmi szokások. Ugyanebben az időben, a szerelem és intimitás/ bensőség vált a legfőbb motivációs tényezővé a házasodásnál.

## Módszerek
A "boldogság" és a "szárnyalás" több különböző érzelmi és szellemi jelenséget foglal magában (lásd lejjebb). Az értékelés egyik formája Ed Diener élettel való elégedettségi skálája. Az öt kérdéses felmérés egész jól tükrözi a barátoktól és családtól származó benyomásokat, és a szorongás alacsony elterjedtségét.

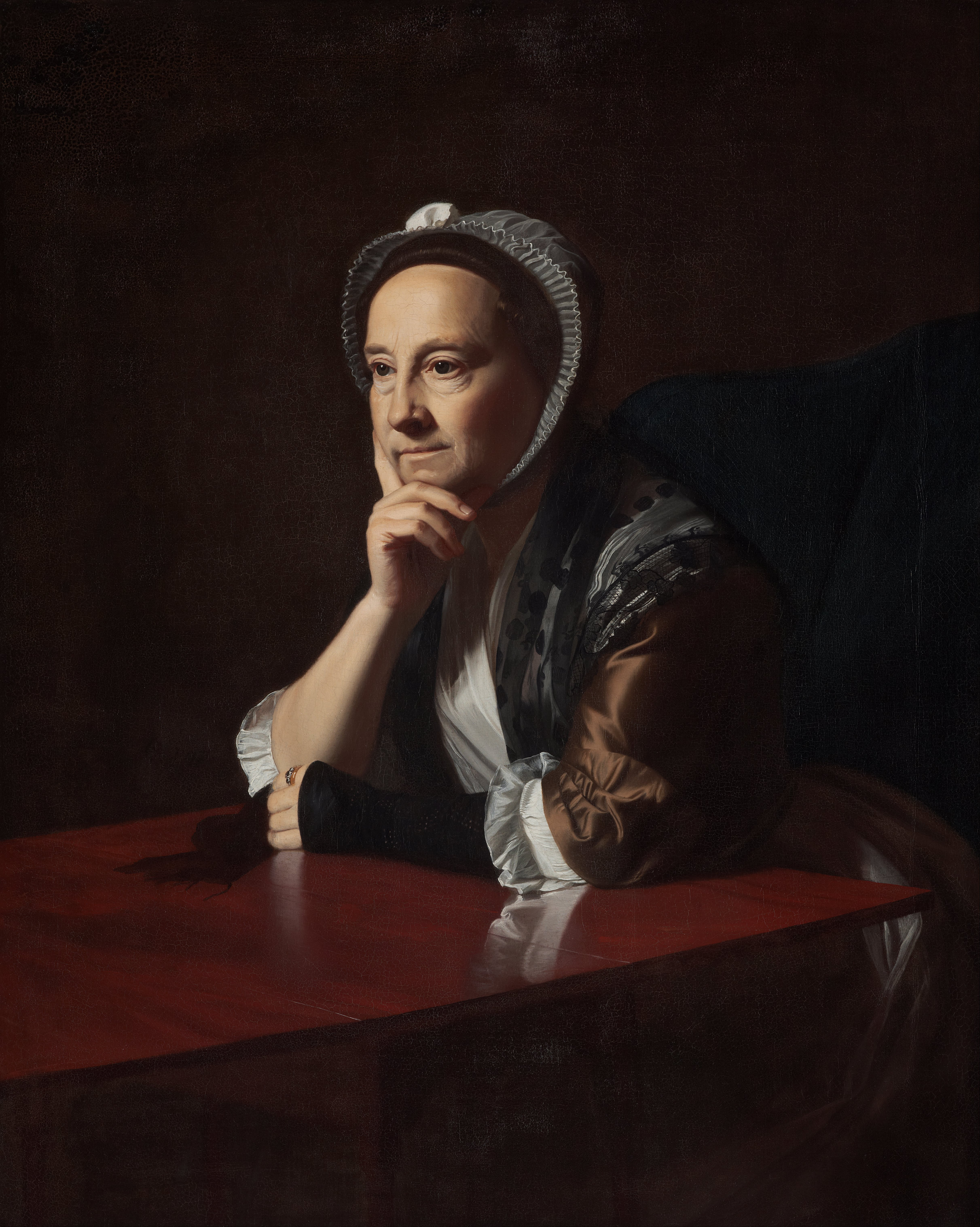
Az "emlékező én" nem a legjobb információforrás a "tapasztalati én" örömszerzéséhez

A hosszú távú, átfogó értékelések helyett néhány módszer egy tevékenységnek a kedvező hatását próbálja meg azonosítani. Néhány kutató csipogót használ az önkéntesek jelen vonatkozó észlelés-figyelmeztetéséhez. Hasonlóképp más önkéntesek minden reggel az előző napjukról részletes naplót vezetnek. A kutatók a rövid távú "élmény minta" módszerek hosszútávú értékelésekkel összehasonlítva érdekes ellentmondást fedeztek fel. Az utóbbiak nem teljesen pontosak; az emberek nem feltétlen értik, hogy egyik pillanatról a másikra mi válik élvezetessé. A szülők például a gyermeket nevezik az öröm forrásának, míg a 'tapasztalat minta' szerint a gyerekfelügyelet nem élvezetes.
Ezt ellentmondást Daniel Kahneman pszichológus a 'tapasztalati én' és az 'emlékező én' által észlelt boldogság megkülönböztetésével magyarázza. Kahneman szerint amikor a tapasztalatainkra válaszolunk, csúcs-vég hatás (például hogy a nyaralás drámai részeire, valamint hogy mi történt a végén, emlékszünk a leginkább) szerű memóriatorzítások nagy szerepet játszanak. Egyik tanulmánya a vastagbéltükrözéses betegeknél még meglepőbb eredményt ír le. A beavatkozással járó eljárás 60 másodperces megtoldásával Kahneman lényegében elérte, hogy a betegek a vastagbéltükrözést élvezetesebbnek találják. Ezt azzal érte el, hogy a plusz 60 másodperc alatt a vastagbéltükröző készüléket nem mozgatták, mert a mozgatás a kellemetlen. Ezért Kahneman az emlékező én eljárás végére figyelő hajlamához szólt. Az ilyen eredmények segítenek magyarázatot adni az érzelmi előrejelzésben – az emberek jövőbeni érzelmi előrejelző hibáira.
Michael Argyle a pszichológiai jólét tágabb mérési eszközeként az Oxfordi boldogság kérdőívet fejlesztette ki. A megközelítést a boldogság elméleti modelljének hiánya, és az önbizalom, célérzék, társas érdeklődés, kedvesség, humorérzék és látványos elismerés elképzelésekkel való túlságosan sok átfedése miatt bírálják.

### Idegtudományi megközelítés
Az idegtudomány valamint az agyról készült képek a boldogság és boldogtalanság tudományos megértéséhez növekvő lehetőséget mutatnak. Habár a boldogság bármely kielégítő objektív mérésének elérése lehetetlennek tűnik, néhány fiziológiai folyamat mérhető. Stefan Klein A boldogság tudománya című könyvében a idegbiológiai rendszerek (például dopaminergikus, ópiátok) dinamikáját a pozitív pszichológia és társas pszichológia elképzeléseivel és eredményeivel köti össze.
A Nobel-díjas Eric Kandel és a kutató Cynthia Fu eredményei alapján a szorongás pontosan megállapítható csupán az FMRI agyvizsgálat alapján.
Az érzelmekért felelős idegi kapcsolatok feltérképezésének segítségével az elképzelés szerint a tudósok a agypásztázáshoz hasonló módszerek használatával képesek lesznek a "boldogság" különböző módon történő eléréséről többet is mondani.

### Evolúciós megközelítés
A fejlődés-megközelítés egy másfajta vizsgálat a boldogság vagy életminőség mikéntjének megértéséhez. A következő kérdésekre összpontosít: Mely részei az agynak segítik a pozitív és negatív tudatállapotot észlelni, és ezek hogyan fejlesztik a túlélési vagy szaporodási képességet? Ezeknek a kérdéseknek a megválaszolása a boldogság megértése felé és az agyi képességek legjobb kihasználása felé mutat. Ez hivatalosan és részleteiben Bjorn Grinde fejlődéstani biológus Darvini boldogság című könyvében található.

## Általános tapasztalatok téma szerint
A populáris kultúrában a boldogság népszerű téma. A boldogság hiedelmek eloszlatására több vizsgálatot is végeztek. Habár a szó: "boldogság" sok mindenre vonatkozhat, a következők azokat a kutatásokat részletezik, melyek általában ehhez kapcsolhatók.

### Kor
A változó kori krízis az emberi élet során első komolyabb csökkenés a boldogságban. Tapasztalatok szerint a 40-50 év közötti időszakot kivéve, a legtöbb ember egyre boldogabbá válik öregkorára. A kutatók meghatározták, hogy az emberek mind a 20-as mind a 70-es éveikben boldogabbak, mint a középkorúak, (a szorongás vagy a düh 20 év fölött általában csökken, az aggodalom 50 év felett fogy, az élvezet nagyon lassan csökken, végül 50 év felett kezd növekedni, stb.).
Ezek a tapasztalatok évtizedek adatai, és négy kohorsz/egység csoport vizsgálata; az adatok azt a kockázatot kerülik el, hogy a középkorúak boldogságának csökkenése egyedi, a középkor elszenvedett tapasztalata a népességben, például egy háborúnak. A tanulmány a jövedelmekre, munkaviszonyra és szülőségre (a gyermektelenség ellentéteként) vonatkozóan is ellenőrzött, hogy a kor hatása elkülöníthető legyen. A kutatók ahhoz adatoltak, hogy a boldogságban az egyénen belül a kor előrehaladtával változások jönnek.
Ennek többféle oka is lehet. Pszichológiai faktorok, mint például a nagyobb önazonosság és több választási lehetőség; a vágyak felügyelete és valósabb elvárások; a vénülés több cél követésére ösztönöz; a társasági készségek javulnak, mint például a megbocsátás, időt vesz igénybe; vagy a boldogabb emberek tovább élnek és valamivel gyakoribbak az idősebb korosztályban. A korral járó kémiai változások is szerepet játszhatnak.
Más tanulmányok azt találták, hogy az idősebbek ugyan több egészségi gondot jeleznek, viszont összességében kevesebb a gondjuk. A fiatal felnőttek támadók, aggódnak, szoronganak, több az anyagi gondjuk, zűrösek a kapcsolataik és a karrier stressz is gyilkol. A kutatók rámutatnak arra is, hogy az idősebb kori szorongás legtöbbször a tunyulás és lazsa miatt lép fel – azt javasolják, hogy még idősebb korban is végezzenek olyan tevékenységeket, melyek boldoggá teszik őket.

### A boldogság megvásárlása

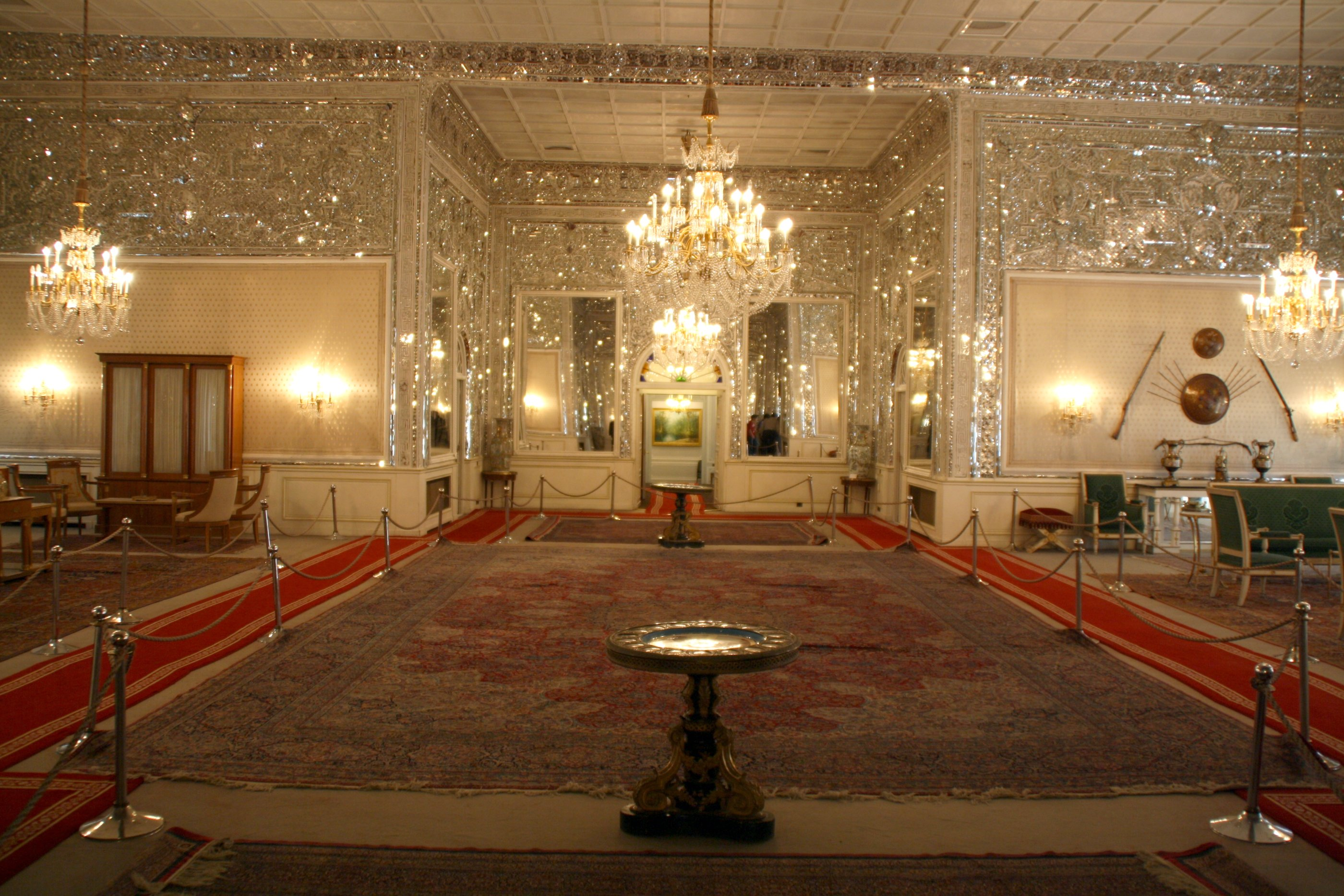
Ha valaki eléri a középosztályt, a pénzt úgy költse, hogy a munka és társasági életbeli kötelezettségei élvezhetőek legyenek

A Botladozás a boldogságban című könyvben Daniel Gilbert pszichológus kutatása alapján a pénz jelentős különbséget a szegényeknél okozhat (ahol az alapszükségletek még nincsenek kielégítve), de ez lecsökken, mihelyst az egyén átkerül a középosztályba (ez az úgynevezett Easterlin paradoxon). Egy tanulmány szerint a pénz nem jelent támogató szerepet a boldogságban 75.000 dolláros (15 millió forintos) éves fizetés felett, és 100%-ban túlértékelik az emberek a gazdagság hatását. Richard Esterlin közgazdasági professzor megjegyzi, hogy a munka-elégedettség nem a fizetéstől függ. Más szavakkal, a luxus javakra fordítható pluszpénz nem növeli a boldogságot annyira, mint a jó munka vagy a társasági kapcsolatháló. Gilbert ezért hajthatatlan a véleményében, az emberek olyan munkákat találjanak, amik számukra jók, és ezek közül válasszák azt, amelyet egy életen keresztül is képesek végezni (a kiválasztott hivatás figyelemmel van a társas igényeikre is).
Egy még újabb tanulmány megkérdőjelezi az Easterlin paradoxont. Több országból összegyűjtött részletesebb adatok alapján a GDP és a jólét között pozitív kapcsolatot találtak, és a gazdagabb országok szubjektív jólétének növekedése nem állt le. A gazdasági növekedés ezek alapján inkább növeli a jólétet.
A gazdagság igenli az élettel való elégedettséget, de a pénz és az érzelmi jólét közötti viszony gyenge. A pénz hajszolása miatt az embereknek kevesebb hobbira jut és kevesebb idejük a társaikra is, pont azokra a dolgokra, melyek örömet szereznek, és a boldogsághoz hozzájárulhatnak.
Kimutatták, hogy a pénz megfoszt a hétköznapi tapasztalatoktól. Egy, a dolgozó felnőttekre vonatkozó tanulmány szerint a gazdag egyének ügyetlenebbek a megtapasztalásban (hogy kiszélesítsék pozitív érzelmeiket), mint szegényebb társaik.
A kutatások azt is kimutatták, hogy azok a nemzetek boldogulnak, ahol az emberek szükségleteiket kielégítik.
Néhány tanulmány viszont azt állítja, hogy az emberek boldogabbak, ha tapasztalatszerzésre költhetnek pénzt, fizikai dolgok helyett.
A lottónyertesek magasabb boldogsági szintet mutatnak közvetlenül a nyerés után. Viszont, ahogy a kutatások mutatják, pár hónap vagy év alatt a boldogságszintjük lecsökken és visszatér alaphelyzetbe. Ez azt sugallja, hogy a pénz nem okoz hosszú távú boldogságot.

### Képzettség és intelligencia
Thomas Gray angol író azt mondta, hogy "Ahol a tudatlanság boldogság, az ostobaság bölcsesség." A kutatások szerint sem a jó oktatás, sem a magas IQ nem növeli a boldogságot.
Anders Ericsson szerint 120 feletti IQ csökkenő hatással van a sikerre. A 120 feletti IQ nem hat a boldogság kritériumokra (kivéve az olyan karriert, mint például az elméleti fizika, ahol a magas IQ inkább vetíti előre a sikerességet). Efelett az IQ szint felett egyéb tényezők számítanak inkább, mint a társas képességek, vagy egy jó mentor. Az intelligencia és oktatás egyik fő előnye egyszerűen a középosztály szükséglete (ahogy feljebb is olvasható, az ennél nagyobb gazdagság nem sokat számít a boldogság szempontjából).
Martin Seligman szerint "Mint professzor nem szeretem ugyan, de az intellektuális erények – mint a kíváncsiság, a tanulás szeretete – kevésbé szorosan köthetők a boldogsághoz, mint a személyközi erények, például a kedvesség, hála és szerethetőség ."

### Szülőség
Habár a szülőség néhány esetben a felnőtté válás, a tanulmányok abban a tekintetben vegyesek, hogy a szülők boldogabbak, mint a nem szülők. A néphagyomány szerint ugyan a gyerek közelebb hozza a szülőket, a kutatások viszont azt mutatják, hogy a párok kevésbé elégedettek az első gyermek megszületése után. A gyermekáldás örömeit beárnyékolja a szülőséggel járó felelősség. Önbevallások segítségével, a kutatások azt mutatták, hogy a szülők minden mást jobban szeretnek, mint a gyerekre figyelni. Más szempontból nézve, az önbevallást készítő szülők boldogabbak a nem szülőknél. Ez abból is adódhat, hogy a már amúgy is boldog embernek nagyobb valószínűséggel van gyermeke, hosszabb távon, a gyermek több értelmet ad az életnek. Egy másik tanulmány szerint három gyermekig a párok boldogsága növekedett, de nem igaz ugyanez más gyermekkel rendelkező csoportokra. A gyermektelenséget támogatók úgy látják, hogy a szülői teher nélkül élvezhetnek egy boldog, termékeny életet.
Több tanulmány, ezzel szemben, úgy látta, hogy a szülők kevésbé boldogok a gyerekekkel. A nem szülőkkel összehasonlítva alacsonyabb a jólétük, és az elégedettségük. Ezen túl a szülők a szorongást és aggódást a nem szülőkhöz képest többször átélik. Viszont amikor a gyerek nélküli szülőket az "üres fészkű" családokhoz hasonlítják (ahol a gyerekek felnőttek, és elhagyták a szülői házat), a szülőség arányos az érzelmi jóléttel. Az emberek az 1970-es években keservesebb szülők, mint az 1950-es években. Ez annak is tulajdonítható, hogy a foglalkoztatásban és a házassági kapcsolatokban szociális változások voltak. A hagyományos családoknál, ahol az anya vigyáz a gyerekre, az apa dolgozik, volt a legmagasabb a páros elégedettség (csak kicsivel az átlag felett), míg az anyák 40%-a, akik 35 vagy több órát dolgoznak egy héten, a házassággal elégedetlenek és boldogtalanok. A férfiak kevésbé örültek a gyerek születése után, a gazdasági nyomástól és a szülői szereptől. A szülők ütköznek, amikor nem kívánják a hagyományos szerepeket, vagy növekszik a szerepek száma. A gyermeknevelésben a nő és a férfi felelőssége egyenlőtlen, hozzájárul az elégedettségbeli különbségekhez. Azok az apák voltak a legelégedetlenebbek, akik dolgoztak és a gyereknevelés egyforma számukra. A kutatások alapján az egyedülálló szülő jobban aggódik és több lelki gondja van a házasultakhoz képest.

### Időjárás
Van bizonyíték arra vonatkozóan, hogy a naposabb éghajlat nem jelez nagyobb boldogságot. Egy kutatás szerint mind a kaliforniaiak, mind a közép-nyugatiak az előbbi régió boldogságrátáját magasabbnak várták a naposabb környezet miatt. Valójában a kaliforniai és a közép-nyugati boldogság értékelés nem mutatott lényeges különbséget. Más kutatók szerint a minimális napi napsütés mennyiség 30 perc.
Ebből következően az időjárás ritkán boldogság befolyásoló tényező. Néhány pszichológus szerint a napsütés változásának hatása viszont okozhat időszakos viselkedésbeli változást.

### Vallás
Több tanulmány vizsgálta a vallás és boldogság közötti kapcsolatot.

### Változások a boldogság szintjében

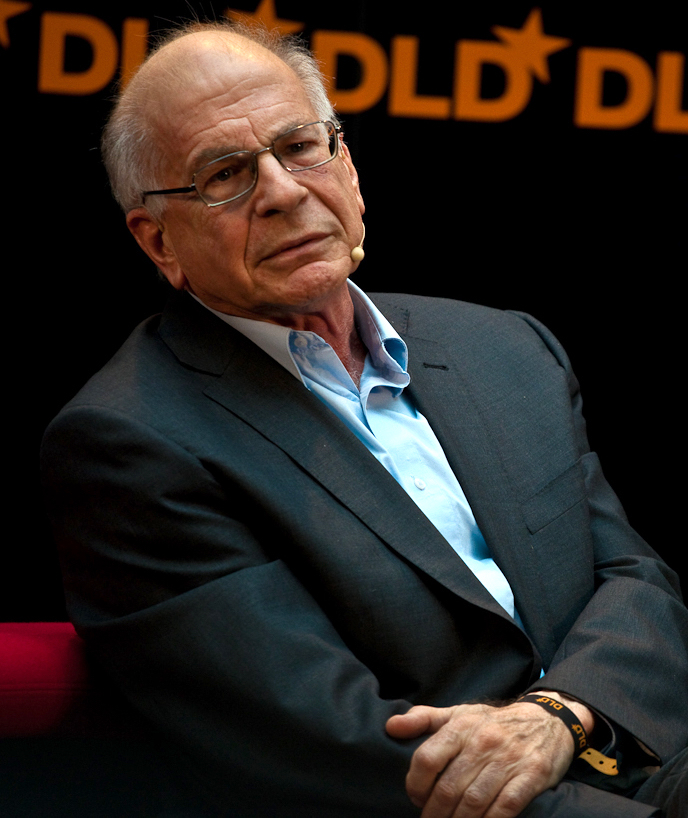
Daniel Kahneman

Az ember érzelmekre épülő élvezeti alkalmazkodása megmagyarázza, hogy miért nincs a szépségnek, hírességnek és pénznek hosszútávú hatása a boldogságra (ezeket a tényezőket másképpen élvezeti futópadnak is nevezik). A kutatások azt mutatják, hogy csak az elmúlt három hónap eseményei befolyásolják a boldogság szintjét. Az adaptációs hajlamot tisztán adatolják a tanulmányok: a lottónyertesek a nyeremény utáni években nem boldogabbak. Más tanulmányok hangsúlyozzák, hogy néhány év múlva az alvégtagi sérültek majdnem ugyanolyan boldogok, mint a nem sérült csoport. Daniel Kahneman magyarázata szerint ugyanis "nem mozgássérültek teljes idejükben... a figyelem megosztásának köszönhetően". Az elfogultsági hatások, lottónyeremények és alsóvégtagi bénulások, nem változtatják meg a tapasztalatokat az általunk hitt irányban, vagy olyan mértékben. Az alkalmazkodás után a bénult személy csaknem az alap boldogsági szintjére tér vissza. Ez az alkalmazkodás sokkal lassabb gyászban, vagy a munka elvesztésekor. Ezek az események a boldogság szintjében éveken át mérhetőek. Az alkalmazkodás tehát valóban csökkenti több élethelyzet érzelmi hatását, de nem annak teljességében.

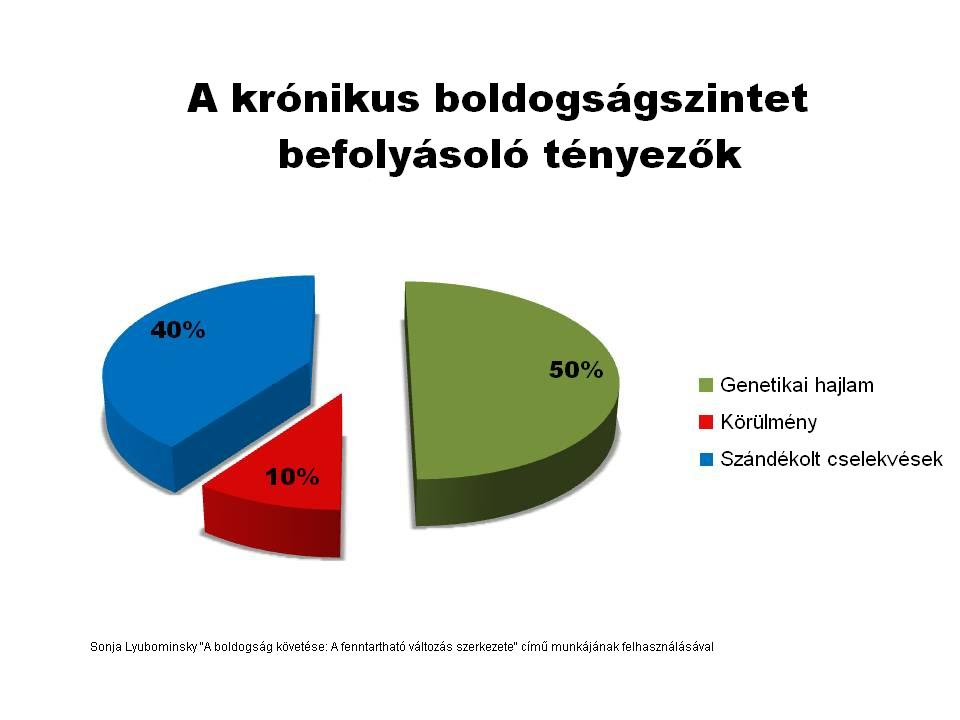
Néhány kutató szerint a nagy boldogságadagok az ember befolyása alatt állnak

A kutatások azt jelzik, hogy a genetika a személy alap boldogságszintjének meghatározásában jelentős szerepet játszik, David Lykken szerint. Sonja Lyubomirsky, Hogyan legyünk boldogok? című könyvében hasonlóképp vitatja, hogy az emberek boldogsága egy genetikusan beállított pont körül alakul. A boldogság 30-50%-ban a genetikától függ. A kutatók tisztában vannak azzal, hogy az ikertanulmányok alapján a genetika 50%-ban befolyásolja a boldogságot. Az egymástól szétválasztott ikrek csaknem egyforma boldogsági szintet mutattak. Lássuk, hogy a személy alap boldogság szintje szülőktől nem teljesen meghatározott, és még csak a korai élet tapasztalatok sem befolyásolják. Az egyén örökölt szintjének megemelése részben tevékenységeket és szokásokat ötvöző tényezőktől függ. Néhány boldogság növelő szokás: a hála, elismerés, és az önzetlen viselkedés. Egyéb, a boldogság növelését segítő szokások és eljárások a kutatásokból fejlődtek, melyeket később külön is bemutatunk.
Az új szokások gyakorlása és a szorongásellenes szerek mellett, a jobb edzés és az egészségesebb étkezés felderít. Az edzést gyakran "varázslat" vagy "csoda" drognak is nevezik, hivatkozva a bizonyított hatásaira.

### Nem
A nemek hatása a jólétre ellentmondásos, hogy amíg a férfiak kevésbé érzik magukat boldognak, mint a nők,[forrás?] a szorongásra a nők mégis fogékonyabbak. A nők a férfiakhoz képest nagyobb valószínűséggel teljesítik céljaikat (anyagi és családdal kapcsolatos vágyaikat) fiatalon, ezzel növelve az életelégedettségük és általános boldogságuk. Az életük későbbi szakaszában viszont a férfiak eredményesebbek, és elégedettebbek a családi életükkel és pénzügyi helyzetükkel, és elégedettségük meghaladja a nőkét. További lehetséges magyarázat, hogy a nők több változatban (és szélsőségben) tapasztalnak meg érzelmeket, annak ellenére, hogy a nők általában boldogabbak.

### Házasság
Martin Seligman leírja, hogy "A pénzzel ellentétben, melynek legtöbbször kis hatása van, a házasság erősen köthető a boldogsághoz.... Véleményem szerint a vizsgálóbizottság még nem tudja pontosan, mi okozza azt a bizonyított tényt, hogy a házas emberek boldogabbak, mint a nem házasodottak." (pp. 55–56). A házas emberek nagyobb boldogságszintet és jólétet mutatnak, mint az egyedülállók.  Kevés adat található az egyéb lehetősségekkel, mint például a többszerelműséggel kapcsolatban. Másrészről viszont, a házasult és nem házasult emberek boldogsági szintje között egy jelentős német tanulmány nem lelt különbséget.

### Személyiség
Egy érzelmileg biztos (a neurotikus ellentéte) személyiséggel nagy mértékben jár együtt a boldogság. Az érzelmi biztonság nem csak a negatív érzelmekre való hajlamot csökkenti, hanem nagyobb társas értelmet is jelez – mely társkapcsolatban segít (ez egy fontos része a boldogságnak, részletesebben kifejtve lejjebb).
A nyitott alkatú személyiség fejlesztése ugyanezért hozható összefüggésbe a boldogsággal: kapcsolatokat épít és támogatja a csoportokat. Néhány ember szerencsés lehet, mivel sok személyiségelmélet hagy teret annak, hogy az egyéneknek a távlatos viselkedés- és gondolkodásra van befolyása. A genetika tanulmányok azt mutatják, hogy az egyéni jólétért felelős öt jellegzetesség örökölhetőségét a személyiségért felelős gének (vagyis nyitottság, idegrendszer erőssége és lelkiismeretesség) és egy általános tényező fogja össze. Az újabb kutatások szerint van boldogság gén, az 5-HTT nevű gén.

### Társas kapcsolatok
George Vaillant "A boldogság megtalálása a Harvard után" című cikkében a "sikeres élet" tanulmányról írja le következtetéseit. Az 1940-es években Arlie Bock, a Harvard Egészségügyi Szolgálatának felelőse, az 1942, 43, 44-es évfolyamokon végzett 268 Harvardi diák segítségével egy tanulmányba kezdett. Milyen élet teremti meg a "sikeres élet" reményét. 1967-ben George Vaillant segített a tanulmányt folytatni, a diákok közül többel, utólagos interjúkkal. 2000-ben Vaillant ismét megkérdezte ezeket a diákokat az életükről. Az egészséget, szoros kapcsolatokat, és a gondok kezelését kutatta. George Vaillant: a sikeres élet kulcsa az egészség és a szoros kapcsolatok.
2008-ból British Medical Journal azt írja le, hogy a társas hálózatokban lévő boldogság emberről emberre terjed. A kutatók a Framingham Szív Tanulmányban 5000 személyt vizsgáltak 20 éven keresztül, átlagban három ember távra egymástól boldog és boldogtalan csoportot figyeltek meg. A boldogság leginkább szoros kapcsolatokkal rendelkezők, mint barátság, testvérek, házastársak és szomszédok között terjedt, és a kutatás szerint a boldogság a hálózaton keresztül sokkal egyenletesebben terjedt, mint a boldogtalanság. Továbbá, a boldogságra a társasági háló felépítése hatással volt, és a középponthoz közelebb eső emberek (sok baráttal rendelkezők, és a barátaik is sok baráttal rendelkeznek) nagyobb valószínűséggel voltak boldogok, mint a hálózat peremén. A boldog emberekhez közeliek pedig nagyobb valószínűséggel maguk is boldogok. Az eredmények összességében azt mutatják, hogy a boldogság a népesség körében fertőz. A legjobb barát eltárolja/puffereli az egyén káros élettapasztalatait. Amikor valakinek jelen van a barátja, a kortizol/hormon szint lecsökken, és az önértékelés javul.
Az ideggazdász Paul Zak többek között az erkölcsöt, oxitocint és bizalmat tanulmányozta. Zak a kutatásai alapján azt javasolja, hogy az emberek a bizalom-érzés szokásának elsajátításához többször öleljék meg egymást. "Nyolc ölelés egy nap és boldogabb leszel, és a világ is egy jobb hellyé válik".

### Függőség
Ha a boldogságról van szó, néhány ember a jóérzés eléréséhez rövidebb utat választ. Ezek pozitív érzelmeket keltenek anélkül, hogy meg kellene dolgozni érte. Ilyen rövidítés a bevásárlás, drogok, csokoládé, szerelem nélküli szex és tv. Lássuk, a hozzászokás veszélye fenn áll. Amikor az örömöt könnyen kapjuk, ára van. Függőségek jelentik a boldogság egyedüli forrását. Az Amy Krentzman által készített, A pozitív pszichológia eljárása a szerhasználatban, függőségben és felépülésben című elemzés: az egyéneknek a közösséghez való hozzájárulást és annak építését a pozitív pszichológia három területe teszi lehetővé. A kellemes élet a múltra, jelenre és jövőre nézve jó érzést jelent. Az alkoholizmust vették például. A szesz és a kedvező hatás alapján a többség azonosítja az ivást az élvezettel. A mámort fizikai élvezetnek nevezik, mely azonnali, de rövid kéj. A kutatók sejtik, az élet több az élvezetnél. A dolgos élet – a személyiség erőssége. Seligman és Peterson 2004-es A személyiség erősségei és erényei: kézikönyv és osztályozás alapján néhány példa: a bátorság, tisztesség, állampolgárság, alázat, óvatosság, hála és remény, melyek a gyógyulás során mind megtalálhatók. Amíg a függőségbe esés a személyiség erősségeinek hiányát, ugyanakkor a gyógyulás a személyiség erősségeinek rendezését mutatja. Végül, az értelmes élet a közhasznú szervezetek szolgálatát és abban való tagságot jelent. Kedvező szervezetekre példa a család, munkahely, társas csoportok, és általában a közösség. Az anonim alkoholisták csoportjai közhasznú szervezeteknek. Az ilyen programokban részes tagság a kedvező hatások erősítését és a személyiség támogatását adja, mely ahogy a dolgos életnél látni lehetett, támogathatja a függőség leküzdését.

### Hagyomány
A hagyományok egyéni jólétének internetes oldala a boldogság nemzetközi szinten látható különbségeibe nyújt betekintést. A Kaliforniai Egyetem professzora, Eunkook M. Suh, valamint a Minnesotai Egyetem (ma a Virginiai Egyetem) professzora, Shigehiro Oishi a különböző hagyományok bevált elérését segítő dolgokról alkotott nézetének fő elemeit kutatja. Hogy a jólét mennyire különbözhet, azt egy 43 országban tanuló 6000 diákkal készített tanulmány mutatja be, melyben az "egyéni jólétet" egy 1-7-es skálán kellett osztályozni. A pontozás nagymértékben eltért, Kína 3,3-es eredményt kapott, Brazília 6,2-et. Más tanulmányok azt mutatják, hogy ennek a változatosságnak két fő tényezője az ország jóléte, valamint a hogy az adott ország egyéni vagy közösségi központú. Az írók részleteiben is bemutatják, hogy ez a két tényező hogyan játszik szerepet.

### Politikai hozzáállás
Néhány tanulmány vitatja, hogy a konzervatívok (jobboldal) általában boldogabbak mint a liberálisok (baloldal). Egy lehetséges magyarázat szerint a jövedelmi egyenlőtlenségek szélesebb elfogadottsága kevésbé aggódó természethez vezet. A Nagy Völgy Állami Egyetem pszichológia professzora, Luke Galen megemlíti, hogy a politikai elkötelezettség fontos, mivel ez egyfajta világlátás, mely a valláshoz hasonlóan a halálfélelemmel való megbirkózásban segít (lásd még Terror Menedzsment Elmélet és vallás és boldogság).

### Szenvedés
A szenvedés egy jelzésértékű viselkedés is lehet, szándék változtatni, ahogyan az ötlet figyelmet és mérlegelést igényel. A pszichológia elismeri, hogy a szenvedés kezelhető és csökkenthető, de nem megszüntethető. A pozitív pszichológiai ág sem cáfolja ezt; a Pennsylvania Egyetem Pozitív Pszichológia Központjának magyarázata: "A pszichológia törekvése az emberi gondok megszüntetésére érthető és természetesen nem elhanyagolható. Az emberi szenvedés tudományosan körüljárt megoldásokat igényel. A szenvedés és jólét mindemellett az emberi természet részei, és a pszichológusoknak mindkettőre oda kell figyelniük." A pozitív pszichológia, a fájdalom és szenvedés gyakorlati megközelítéseire, valamint a szenvedés minimális szinten tartásához az erősségek és erények művelésére összpontosít (lásd még A karakterek erősségei és erényei).

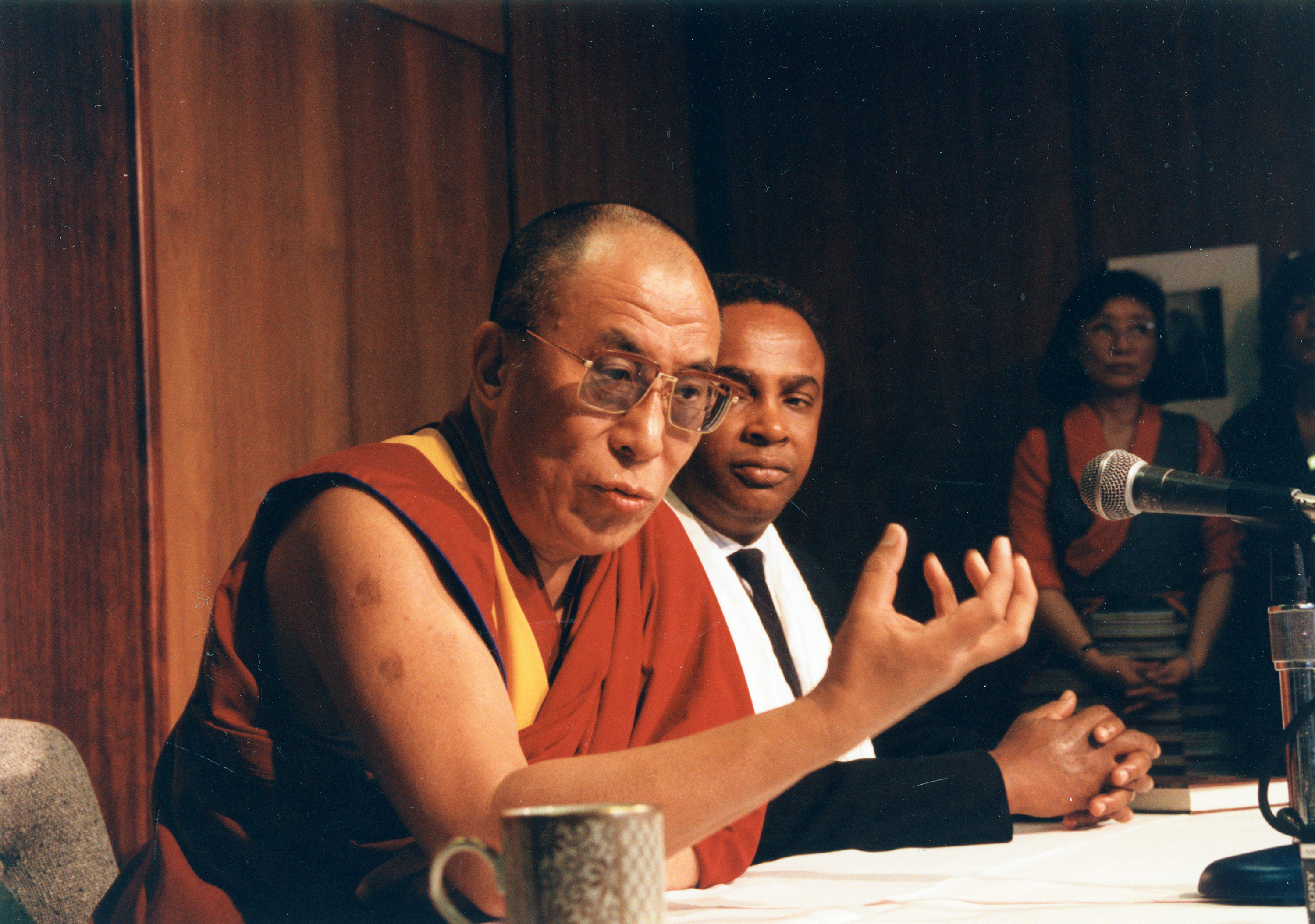
Peterson szerint a Buddhisták azon kijelentése hogy "az élet szenvedés" úgy értelmezhető, mint egy olyan valóság, amelyet az embereknek el kell fogadniuk, valamint felhívás az erények művelésére.

Jordan Peterson kutató és klinikai pszichológus a Buddhisták kijelentésére hivatkozik, mely szerint "az élet szenvedés". Peterson nem gondolja, hogy ez a nézőpont pesszimista, inkább valós, és megerősíti, hogy az élet szigorának elfogadása szabadíthat meg a mindig boldognak lenni elvárástól. Ez a felismerés segítheti a szenvedés kezelését, mely többé már nem váratlan. Petersonnak fontosak az erények, ezek eszközök a szenvedéstől való megszabaduláshoz (például a nem érthető igazságok elfogadásában való erősség). Peterson fenntartja továbbá, hogy a szenvedést téves filozófiák (melyek elutasítják, hogy a természetes szenvedés létezik) tovább rontották.
Seligman a pozitív pszichológiát általában hasonló keretek között tárgyalja. A pozitív pszichológia "nem luxus", leginkább mindannyiunkért van, gondterheltekért és gondtalanokért, kiváltságosokért vagy nyomorgókért, szenvedőkért vagy gondtalanokért. Egy jó beszélgetés öröme, a hála heve, a kedvesség, bölcsesség, szellemiség, alázat előnyei, az értelem keresése és a "mindhalálig tartó aggodalom" ellenszere mindannyiunk velünk született jogai."

## Elméletek

### Széles körű elméletek
A téma néhány kutatója (p. 275) leszögezi, hogy a pozitív pszichológia felvázolható három, egymással átfedésben lévő kutatási területtel:
1. A kellemes élet, vagy az "élvezetes élet" kutatása azt vizsgálja, hogy az emberek hogyan tapasztalják, tervezik és ízlelik meg optimális esetben a pozitív érzéseket és érzelmeket, melyek a normál élet részei (pl. kapcsolatok, hobbik, érdeklődés, szórakozás, stb.). Martin Seligman szerint a neki tulajdonított figyelem ellenére a boldogság ezen legmulandóbb része a legkevésbé fontos.[17]
2. A jó életről szóló tanulmány, vagy a "dolgos élet" az alámerülés, elmélyedés és folyam előnyös hatásait vizsgálja, amit az egyén akkor érez, amikor átélten leköti magát elsődleges tevékenységeivel. Ezt az élményt akkor észlelni, amikor kedvező a kapcsolat az egyén erősségei és a feladat között. Biztosan érzi, hogy a feladatot, el tudja végezni. (Kapcsolódó elképzeléseket lásd: önhatékonyság és játék.)
3. Az értelmes élet vagy "kapcsolódó élet" vizsgálata arra kíváncsi, hogy honnan származik az egyének jóérzése, valahova való tartozás, az értelem adás és az a cél hogy valami önmagunknál nagyobb és állandóbb dolog részesei és tagjai legyünk (például a természet, társadalmi csoportok, szervezetek, mozgalmak, hagyományok, hitrendszerek).

Ezek a kategóriák úgy tűnik, széles körben sem vitatottak, sem elfogadottak a kutatók által az alatt a 12 év alatt, amíg ez az akadémiai terület létrejött. Martin Seligman eredetileg ezt a három kategóriát vezette be, de azóta az utolsó kategóriát, az "értelmes életet" három különböző kategóriába sorolja. A végeredmény angol rövidítése PERMA (magyarul PEKÉE, vagyis pozitív érzelmek, elmélyülés, pozitív kapcsolatok, értelem és életcél, valamint eredmények).
A pozitív érzelmek szélesít és épít elmélete kimutatta, hogy a rendszeresen átélt pozitív érzelmek (pl. öröm, vidámság, szeretet, boldogság, érdeklődés, anticipáció) idővel fejlesztik öntudatát, kitágítják az egyén gondolkodásmódját, az újszerű befogadását, növelik kreativitását, és tevékenységi repertoárját. Idővel ezek az új viselkedések új készségeket és új erőforrásokat képeznek. Például egy tájképpel kapcsolatos rendszeresen alkalmazott kíváncsiság tájékozó képességgé válik; egy idegennel való rendszeres kapcsolódás fejlettebb barátkozási képességgé válik; a célnélküli fizikai játék gyakorlássá és testi kiválósággá válik. Ez ellentétben áll a negatív érzelmekkel, melyek szűken behatárolt, kiszámítható, túlélésre összpontosító tettekre hajtanak. Például az aggodalom vagy félelem, mint negatív érzelem a sajátos harcolj vagy fuss válaszhoz vezet, az azonnali túlélés érdekében.

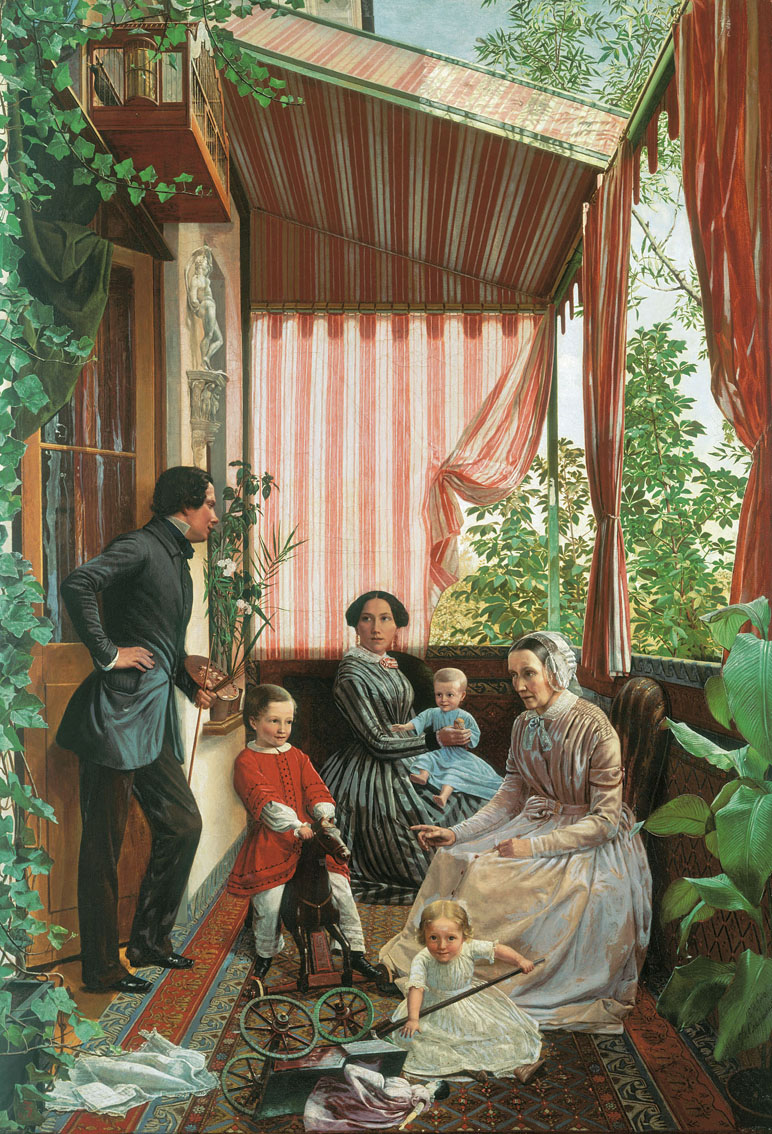
A család napjának közös ünneplését megörökítő kép

Philip Zimbardo professzor szerint a boldogságot "időben" is érdemes elemezni. Zimbardó megállapítása alapján az emberek életének fontos pontjainak vegyérték (pozitív vagy negatív) mellett fontos az időtényező (múlt, jelen, vagy jövőbeállítottság) alapján történő csoportosítása is. A személyek közti ütközés egy részénél nem a tevékenység élvezete baj, hanem egy az öröm átélésének későbbre halasztásával a kockázatot jobban szereti. Zimbardó a kutatások alapján a boldog élet elképzeléseinek egy optimális egyensúlyát kimutatná; a múltunk jó vonatkozásainak újraátélésére való összpontosításunkat a jobb jövőben való hit kövesse, és végül mérsékelt (nem túlzó) mennyiségben a jelent élvezzük.
Alább a kutatások Seligman osztályozásának (pl. az "élvezetes", "jó" vagy "értelmes" élet) leginkább megfelelő (de nem szigorúan vett) sorrendjében találhatók. Mivel ezek még ködös besorolások, az egyik részben kifejtett kutatás hasonlóképp fontos lehet egy másikban.

### A kellemes élet

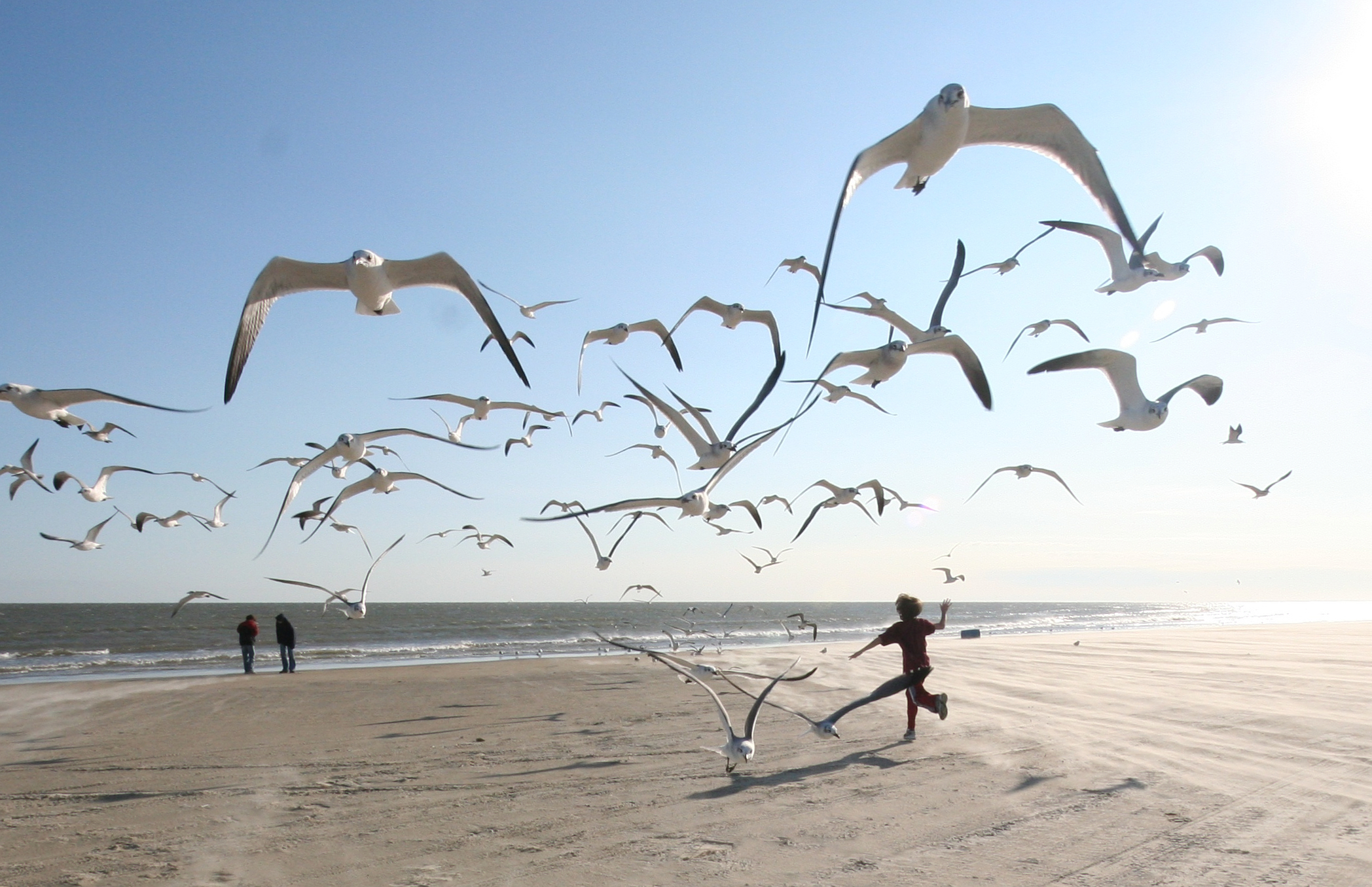
A futáshoz hasonló egyszerű edzés kulcs a boldogság érzéséhez.

Abraham Maslow a szükséglethierarchiát dolgozta ki, melyben az egyszerűbb vágyaknak (alapvető fiziológiai, biztonsági) a társas szükségletek (például intimitás) megléte előtt kell teljesülniük, és természetesen mielőtt az egyén további fogalmi szükségleteket szeretne követni (pl. erkölcs).
Bizonyítékok alapján a hiány érzelmek rombolhatnak. A "pozitív érzelmek visszafordító hatása" címmel megjelent cikkében Barbara Fredrickson és társai azt feltételezik, hogy a pozitív érzelmek visszafordítják a hiány érzelmek keringési hatásait. Amikor az emberek stresszesek, a szívritmusuk, vércukor szintjük, immunellenállásuk és egyéb alkalmazkodó képességük megnövekszik, az azonnali válaszhoz szükségesen optimalizálva. Amennyiben a stressz elmúlásával az egyének nem ellenőrzik ezeket a változásokat, az betegséghez, keringési rendellenességhez és megnövekedett halálozáshoz vezethet. Mind a laborvizsgálatok, mind pedig a kérdőíves kutatások azt bizonyítják hogy a pozitív érzelmek segítenek a korábban stressz alatt álló embereknek a pszichológiai alapszintjükre relaxálódni/ lazulni. Más kutatások szerint a fizikai gyakorlatok számos előnyeinek egyike a jó közérzet.

### A jó élet
A jólét mint jó életnek az elképzelései az Arisztotelészi eudaimoniából származnak. Egy sor elképzelés nőtt ki ebből a modellből, ilyen például az önhatékonyság, személyes hatásosság, folyam, figyelmesség stb.
Az önhatékonyság az egyén hite abban a képességben, hogy egy feladatot saját erőből képes megoldani. Az alacsony önbizalmat sokan a depresszióval azonosítják; a magas önbizalom segíthet a bűnözésből, étkezési gondokból kilépni, valamint egy egészséges életstílust fenntartani. A magas önbizalom javítja továbbá az immun rendszert, segít a szorongást leküzdeni, és csökkenti a fájdalmat. Ehhez kapcsolódó, de valamennyire különböző felfogás a személyes hatásosság, amely elsősorban a tervezés és az eredmények megvalósításának módszereire összpontosít.

#### Áramlat-élmény (flow)
A áramlatélmény, azaz az intenzív koncentráció által kiváltott elmélyüléssel, az éntudat hiányával, a kihívás átélésével (se nem unalmas, se nem túlhajtott), a képességek, vagy az erősségek alkalmazásával valamint azzal az érzéssel jellemezhető, hogy "az idő csak úgy elrepült". A flow (áramlat-élmény) egy belső jutalmazó átélés, és segíthet az egyén céljainak elérésében (pl. megnyerni egy játékot), vagy készségek fejlesztésében (pl. jobb sakkjátékossá válni). Bárki átélheti az áramlat-élmény különböző vonatkozásait, ilyen például a játék, kreativitás és munka. Az áramlat-élmény megtapasztalásához az egyénnek a készségeinek megfelelő arányú kihívásra van szüksége. Ezért ha valaki bizonyos vonatkozásban túlképzett, sok kihívásra, vagy ha képzetlen, kevesebb kihívásra van szüksége. Ha valaki túl sok kihívással szembesül, az aggódik; ha valaki számára nincs elég kihívás, az unatkozik. A kihívás állapotának megfelelően a folyam természetesen ideiglenesen kimerítő és szorongásteli, mivel azonban ez az jóságos szorongás nem krónikus szorongás, ezért nem ártalmas.
Csikszentmihályi az áramlatélmény kilenc jelző elemét azonosítja: 1. Az út minden pontján pontos célok találhatók, 2. A visszajelzés az egyén tetteire azonnali, 3. Egyensúly található a kihívások és képességek között, 4. A cselekvés és a tudat együtt jár, 5. A zavaró hatások a tudatból kirekesztve, 6. A sikertelenség nem számít, 7. Az öntudat feloldódik, 8. Az idő érzékelése eltorzul, 9. A tevékenység "öncélúvá" válik (önmagában végződő, saját magáért végzett)

### Kicsattanó egészség

#### Figyelmesség
Előnye a csökkent stressz, aggodalom, depresszió és krónikus fájdalom.

### Az értelmes élet
Az utálat több évnyi kutatásának eredményeképp a Virginiai Egyetem professzora, Jonathan Haidt és mások annak ellentétét kezdték el tanulmányozni, és megalkották az "emelkedettség" fogalmát. Az emelkedettség egy erkölcsi érzelem, és kellemes érzés. Magával vonja a morális cselekvésre való törekvést, és a "jócselekedetet"; mint érzelem, biológiai eredetű, és néha a mellkas kitágulásának érzésével, vagy a bőrön érezhető bizsergéssel jellemezhető.

#### Erősségek és erények
A Személyiség erősségei és erényei (CSV) című kézikönyv továbbfejlesztett változata a kutatóközösség részéről az első próbálkozás az emberek pozitív pszichologikus jellegzetességeinek azonosítására és osztályozására. Ahogy A mentális betegségek diagnosztikus és statisztikus kézikönyve (DSM) az általános pszichológiát, a CSV az elméleti keretet szolgáltatja. Ezzel segíti az erősségek és erények megértését és a pozitív pszichológia számára gyakorlati alkalmazások fejlesztését. A kézikönyv az erény hat osztályát azonosítja (azaz, "alap erények"), huszonnégy mérhető, személyiségre jellemző erősségből kiindulva.
A CSV bevezetése alapján ezt a hat erényt a hagyományok jelentős része, a történelem során jónak tartotta, ezek a gyakorlóiknál a boldogság növekedéséhez vezettek. A pszichológiai kutatások körének szellemi jólétre kitágítása mellett ez az egyetemlegesség megkérdőjelezi a pozitív pszichológia irányadói számára a morális relativitást, és szerintük "evolucionálisan fogékonyak" vagyunk bizonyos erényekre, melyeknek biológiai alapjuk van.:51
Ezeknek az erényeknek és erősségeknek a felépítése a következő:
1. Bölcsesség és tudás: kreativitás, kíváncsiság, nyitott gondolkodás, tanulás szeretete, távlatok, innováció
2. Bátorság: bátorság, kitartás, becsületesség, életerő
3. Emberiesség: szerelem, kedvesség, társas intelligencia
4. Igazságosság: állampolgárság, becsületesség, vezetés
5. Mértékletesség: megbocsátás és könyörületesség, alázatosság, óvatosság, önkontroll
6. Kitűnőség: a szépség megbecsülése és kiválóság, hála, remény, humor, spiritualitás

Az erények fenti 6 kategóriába történő besorolása vitatott. A 24 azonosított erősség pontosabban besorolható lehet három vagy négy kategóriába: szellemi erősségek, társ- kapcsolatok erősségei és az önmegtartóztatás erősségei vagy másképpen társ-kapcsolatok erősségei, bátorság, életerő és óvatosság
Ezek az általános jellemzők, valamint azok csoportosítása, függetlenül fejlődtek az értékekről szóló irodalomban. Paul Thagard írt le néhány példát, Jeff Shrager műhelymunkáját is magába foglalva, mely a nagyon alkotó emberek szokásait próbálta felfedezni.

## Alkalmazás
A pozitív pszichológia gyakorló alkalmazásai közé tartozik az egyének és szervezetek számára történő segítségnyújtás az erősségek felmérésében, és azok megfelelő fejlesztéséhez és fenntartásához történő felhasználása. Kezelőorvosok, tanácsadók, edzők, coachok és különböző pszichológiai szakértők, valamint személyügyi osztályok, üzleti stratégiák és mások használják az új módszertant és eljárásokat, mellyel a nem feltétlen elmebetegségben szenvedő vagy mentális problémákkal küzdő egyének erősségeit kitágítják és építenek rá.
Diana Hales kutató az érzelmileg egészséges embert úgy jellemzi, mint aki rugalmas és alkalmazkodik, értelmet és megerősítést lát az életben, valamint "belátja hogy az én nem az univerzum középpontja", könyörületes és képes az önzetlenségre, bensőséget és jót talál intim kapcsolataiban, és aki képes kontrollálni értelmét és testét.
A bruttó nemzeti termék, mint elsődleges mérőeszköze a nemzet sikerének, bruttó nemzeti boldogsággal való helyettesítésének támogatói gyakran hivatkoznak a pozitív pszichológiai kutatásokra.

### Testi nevelés
A gyerekek természetes módon játszanak, és a pozitív pszichológia ezt a mozgás – lelkesedést szeretné átmenteni idősebb korba is. A pozitív pszichológia keretein belül a diákok megtanulhatják, hogyan élvezzék a mozgást. A pozitív pszichológia célja, hogy az élmények minőségét fejlessze a legalapvetőbb építő kockánál. Az érdekes, kihívást jelentő és élményt nyújtó mozgás belsővé teszi és hitelesíti a boldogságot a diákokban. A diákoknak a mozgás jó pszichológiai megközelítése eszközt ad a részvéttel teljes, kellemes és tartalmas élet elsajátításához.

### Az oktatásban
A pozitív pszichológia előnyös az iskolák és diákok számára: tudásuk legjobbját tegyék, a szidalmazás pont az ellenkezőjét éri el. Clifton és Rath elemzi Dr. Elizabeth Hurlock 1925-ös kutatását: a negyedik, ötödik és hatodik – osztályozott vagy dicséretet, bírálatot kapott vagy figyelmen kívül hagyták feladatok megoldása után. A tanulmány szerint azok a diákok, akik dicséretet kaptak, 71%-kal javultak, akiket bíráltak, csak 10%-kal, és akik nem kaptak visszajelzést, csak 5%-kal. Ez a korai tanulmány szemlélteti, hogy a dicséret a leghatékonyabb mód a fejlődés elősegítésében.
Clifton és Rath szerint százból kilencven-kilenc ember szeretné, ha derűs emberekkel lenne körülvéve. Az emberek szerint hatékonyabban lehet dolgozni derűs emberek környezetében. A jó érzelmek ragadósak, így egy derűs tanár vagy diák segíthet a többi diáknak jóvá válni és a legjobb képességük szerint dolgozni. Ha egy morgó személy van, a teljes környezet derűs rezgését képes lerombolni. Clifton és Rath úgy hiszi, hogy a 'pozitív érzelem nélkülözhetetlen napi szükséglet a túléléshez'.
2008-ban a pozitív pszichológia egy teljes iskolai bevezetése történt a Geelong Általános Iskolában (Viktória, Ausztrália) a Pennsylvániai Egyetem Pozitív Pszichológia Központjával közösen. Ennek részeként a tanító személyzet a pozitív pszichológia alapelveiről és gyakorlatáról kapott egy bevezető tréninget. A Pozitív Pszichológia Központ személyzete folyamatos támogatást nyújtott egyéves ott-tartózkodás alatt.
Staats, Hupp és Hagley (2008) a pozitív pszichológia segítségével vizsgálta az akadémiai őszinteséget, meghatározva azokat a pozitív jellegzetességeket, amiket a hősök mutattak, majd meghatározták, hogy ezen jellemzők megléte a diákokban felhasználható-e jövőbeni puskázási szándékuk előrejelzéséhez. A kutatásuk eredménye 'a hősiesség hatásos munkamodellje az akadémiai környezetben' (Staats, Hupp & Hagley, 2008).

### Klinikai pszichológia
A klinikai pszichológia megváltoztatása a célja egy erősségekre alapozott megközelítésnek úgy, hogy a jó és rossz működés egyenlően legyen súlyozva a szorongás megértésének és kezelésének kísérletekor. Ennek az alapját képezi több megfigyelés is. Pozitív jellegzetességek ugyanúgy kapcsolatban lehetnek negatív életeseményekkel, melyek szorongást valószínűsítenek (így tehát csupán a negatív életesemények tanulmányozása félrevezető eredményekhez vezethet).
Azok a beavatkozások, melyek az erősségekre és a pozitív érzelmekre összpontosítanak, ugyanannyira hatásosak a szorongás kezelésében, mint más gyakran használt megközelítések, például a kognitív viselkedésterápia. A pozitív klinika pszichológia fogalma és más fogalmak kissé elmaradottnak tűnnek, mivel ezen a területen mindig voltak olyan tudósok és klinikusok, akik az életminőség lehetséges formáival foglalkoztak. Amíg a pozitív pszichológia a klinikai pszichológiát tájékoztathatja, nem sokat segít az együttműködés tovább tágítása ennél a pontnál. A klinikai beállításokkal kapcsolatos emberi tapasztalatok szélességének és mélységének vizsgálata során felmerülő prioritások megváltoztatásáról van tehát szó.

### A munkahelyen
A pozitív pszichológia az üzletvezetési gyakorlatban is megjelent, de Wong & Davey (2007) megjegyzi, hogy bár a menedzserek behozhatják az elképzelést a munkahelyre, mégsem mindig van meg a képességük a munkavállalókhoz pozitív alkalmazni. Továbbá, a pozitív pszichológia átlátható szervezeteknél alkalmazható, ha szeretnék, hogy a munkavállalók örömmel fogadják és alkalmazzák. A menedzsereknek meg kell továbbá érteniük, hogy a pozitív pszichológia puszta bevezetése nem fogja oldani a kihívásokat. Bár segíthet az alkalmazottaknak az új elképzelésekhez és menedzsment gyakorlatokhoz jobban hozzáállásni.
S. Lyubomirsky és társa a The Benefits of Frequent Positive Affect: Does Happiness Lead to Success? cikkükben azt írják: "A keresztmetszeti vizsgálatokban a boldog munkások többszörösen előnyösek a kevésbé boldog társaikkal szemben. A magas szubjektív jóléttel bíró egyének sokkal biztosabbak a felvételiken, pozitívabban értékelik a felettesek miután munkát kaptak, kiváló teljesítményt és munkatermelékenységet mutatnak, és jobban teljesítenek menedzseri pozíciókban. Náluk kevésbé valószínű nemkívánatos munkahelyi magatartás és kiégés."
Megfelelően alkalmazva a pozitív pszichológia a munkavállalók számára több lehetőséget biztosít a képességeik használatához valamint a felelősségek változtatásához. Ugyanakkor a változó munkakörülmények és szabályok szorongáshoz vezethetnek a munkavállalók között, ha nincs megfelelő támogatottság a menedzsmenttől. Ez leginkább azokra a munkavállalókra érvényes, akiknek egy nem reális célokkal és célkitűzésekkel rendelkező vállalat elvárásainak kell megfelelnie.
Hogyan tudja a vállalat a változást bevezetni? Lewis és társa (2007) kifejlesztette az elismerő kérdőívet (AI), ami egy integrált, vállalati szintű módszer a szervezetfejlesztés megközelítéséhez. Az elismerő kérdőív a szervezeti leleményesség kialakulásának megértése, a pozitív érzelmi állapotok, elképzelések, társas kapcsolatok és a társas valóság felépítése.

### Büntetettek rehabilitációja
A büntetettekkel való foglalkozás hagyományosan a veszteségeikre fókuszált (a társasági életre, iskoláztatásra stb.) és más "bűnözést megelőző/kriminogén" kockázati tényezőkre. A rehabilitáció legtöbbször a közösség javára végzett erőltetett kezelés vagy képzés formáját ölti. Ezzel a megközelítéssel kapcsolatos tapasztalatok nem mindig eredményesek. A pozitív pszichológia újabban támadást indított a rehabilitációval kapcsolatban a "jó életmodell" megjelenésével, Tony Ward, Shadd Maruna és mások által kifejlesztve: "Az egyének azért vesznek részt, ... mert úgy gondolják, hogy egy ilyen tevékenység vagy javítja az életminőségüket (és belülről jövő céljaikat), vagy legalábbis jónak tűnik az bírók, esküdtszékek és családtagok számára (egy külső cél)."

### Egyéb jövőkutatások
A pozitív pszichológia kutatását és gyakorlatát sokan követik és fejlesztik manapság különböző országokban szerte a világon. Kanadában például, a Briercrest Főiskolán Charles Hackney a pozitív pszichológiát a harcművészetek fejlődés témához használja, és Paul Wong, A Személyes Kifejeződés Nemzetközi Hálózatának vezetője, a pozitív pszichológia egzisztenciális megközelítését vizsgálja. 
Megismerő és viselkedéselméleti változásokkal együtt egy 'erős hatás' is megfigyelhető, mely sokkal könnyebb, összetettebb és igazolt tanulmányterület, különösképp az észlelési és motivációs válaszok kapcsolódásának összefüggéseiben. Hogy a kutatók tovább tudjanak haladni, szükség van a korábbi elméletek és módszerek meghaladására, és inkább a kortárs kutatások ösztönzésére, mondja Isen (2009).
Chang (2008) szerint a érzelmi intelligencia pozitív hatása nem végleges, és a tudósok különböző úton fejleszthetik az érzelmi intelligenciát; habár több elemzésre lenne szükség a pszichológiára való pozitív hatás meredekségének méréséhez.

### Akadémiai programok
A Pennsylvaniai Egyetem Pozitív Pszichológia Központja egy mesterprogramot indított a pozitív pszichológia témájában (MAPP), melyet "a pozitív pszichológiának a világon való első okleveles képzése"-ként említenek. Ez a viszonylag új okleveles képzés James Pawelski, Ph.D, az Alkalmazott Pszichológia Központjának "vezető tudós"a irányítása alatt van. A program ügyintézésén kívül Pawelski a "pozitív beavatkozás" ról is tart képzést. A Főiskolások John C. Dalton Intézetében tartott órán, Pawelski a képzést havi intenzív órákkal egybe kötött online kurzusként írja le, melyet "anélkül lehet végezni, hogy megszakítanád karriered". A képzés "feltárja a pozitív pszichológia történetét, elméleteit, és az alap kutatási módszereket", "olyan gondokra összpontosít, mint a pozitív érzelmek átélése, erősségre alapozott személyiség, és egészséges szokások", valamint támogatja a diákokat "a pozitív pszichológiai ezen szempontjainak...mindennapi szakmai környezetben" való használatában.
A Claremont Egyetem Viselkedés- és Szervezettudományi Iskolájának akadémiai programja M.A. és Ph.D. szinten oktatja a diákoknak a pozitív pszichológiát és annak részeit, az iskola Minőségi Élet Kutatási Központjával közösen. A program "célja(i) kiváló okleveles képzés nyújtása és a gyakorlati tudás felhasználásának ösztönzése", hangsúlyozva a "mintavételi eljárásokat ugyanúgy, mint a hagyományosabb kísérleti és látszólag kísérleti tervezést, felméréseket és interjúkat, az egyetemi kar és a diákok a kutatásaikat az élethosszig tartó folyamatokra és a viselkedések kimenetelére összpontosítják, mivel ezek az életminőséget befolyásolják".

## Kritika
Sample (2003) megjegyzi, hogy a Washington állambeli George Washington Egyetem klinikai pszichiátere, Steven Wolin vitatja, hogy a pozitív pszichológia tanulmány a pozitív pszichológiával kapcsolatos korábbi gondolatok ismétlése.
Lazarus (2003) a Pszichológiai Kérdésekben írt egy fontos korai kritikát, valamint egy követő választ a kritikákra.
Snyder és Lopez (részletezve Held 2004, p. 17) figyelmeztet a pozitív pszichológia területét érő lehetséges káros hatásokra a médiában a pozitív pszichológiára vonatkozó nyilatkozatokban a tudományos közösség várható felkapottságának köszönhetően. A kutatókat figyelmeztetve, Snyder és Lopez azt javasolja, hogy maradjanak a tudományos szakmaiság keretein belül, és használják a kutatásokat vagy tanulmányokat megfelelően.
A Pulitzer díjas Chris Hedges maró stílusban írt annak, amit ő "pozitív pszichológiának" hív, a társadalmi veszélyeiről, mind a truthdig.com hasábjain, és még inkább 2009-es könyvében, az Empire of Illusion-ban. Hedges szerint a "pozitív pszichológiát" alkalmazó vállalatok a munkavállalóikat folyamatos boldogságra kényszerítik. Egy hasonló verzióban, Hedges kritizálja a "pozitív pszichológiát" a vonzás törvényével kapcsolatban. Hedges azonban osztozik egy népszerű félreértésben: az állandó boldogság szándéka (például, állítólag vállalatoknál), vagy a vonzás törvénye a populáris médiákban a pszichológusok által nincsenek komolyan figyelembe véve.
Barbara Ehrenreich alaposan kritizálta a "pozitív pszichológiát" Derűs-oldal: avagy hogyan ásta alá Amerikát a pozitív gondolkodás hajthatatlan reklámozása című könyvében, interjúkban és óráin. Ehrenreich megvitatja, hogyan akadályozza a megszállott pozitív gondolkodás a termékeny cselekvéseket, okoz téves helyzetfelismeréseket, és hogy az embereket hibáztatják hogy nem képzelődnek elég erősen és így "bevonzzák" a hibázást még olyan helyzetekben is amikor "tömegek vesztették életüket." Azonban mindezen kritikák nem a pszichológusokra érvényesek. Ehrenreich valójában összekavarja a pszichológia pozitív ágát a populáris pozitív gondolkodással – a vonzás törvényével, amit a szakemberek nem vesznek komolyan.
A pozitív pszichológia Held (2004) által leírt néhány negatív jellemzője tartalmazza az irányzat által nem konzisztensen kezelt negatív szempontokat. Felvetette néhány pszichológus pozitív pszichológia alkalmazásának leegyszerűsített megközelítését. Held az 'egy kaptafa' megközelítést nem találja hasznosnak a pozitív pszichológia területének előmenetelében, és javasolja az egyéni különbségek figyelembe vételét az alkalmazásnál.
Held (2004) vitatta, hogy bár a pozitív pszichológia hozzátesz a pszichológia területéhez, de nem hibák nélkül. A Humanista Pszichológia 2004-es cikkében, 44. kiadás, 1. olyan témákba nyújtott betekintést, mint a pozitív pszichológia negatív hatásai, a pozitív pszichológiai irányzatban lévő negativitás és a pszichológia területén tapasztalható megosztottság, melyet a pszichológusok pozitív pszichológiára vonatkozó eltérő véleménye okoz.
Zagano és Gillespie (2006) a kortárs pozitív pszichológiák hasonlóságát a világi jelenségek és Loyolai Szent Ignác szellemiségével érzékelteti, mely a 16. századra vezethető vissza itt: Phyllis Zagano és C. Kevin Gillespie, "Szent Ignáci szellemiség és pozitív pszichológia", Az út, 45:4 (2006. október) 41-58.
Filozófiai kifogások is felhozhatók a megközelítéssel szemben. Arthur Schopenhauer és követői például valószínűleg a "pozitív" megközelítés híveit hibáztatják az emberi gondolatok és személyek illúzióra és elutasításra való hajlama miatt, mivel az élet végül is teljesen hiábavaló. A Marxista elméleti szakemberek a pozitív pszichológia fejlődését valószínűleg mint az elidegenedés eszközét látják. Ezek az ellenérvek kiemelik a különbséget a filozófia (mely általában megköveteli, hogy valakinek igaz hiedelmei legyenek, még ha ezeknek a hiedelmeknek negatív és kellemetlen következményei is vannak), és a pszichológia között, mely hisz az emberek "jólétében" vagy "működésében", ahogy azt a terület elképzeli.

## Önbizalom, azonosságtudat
Az ember tettei olykor akkor természetesek, amikor a hős szerepét vállalja fel. Aki a Tao /ÚT szerint él, „jü” jelben lebeg. Látszólag súlytalan minden tette, bár mások beleszakadnának a munkájába. 1990 óta 11 nyelvre fordították le a „FLOW” könyvet. A magyarban a lebegés nem tükrözi jól a flow jelentését, de nincs a világon még egy hely, ahol az olvasók jobban értenék, mit is jelent.

## Fordítás
- Ez a szócikk részben vagy egészben  a   Positive Psychology című angol Wikipédia-szócikk ezen változatának fordításán alapul.  Az eredeti cikk szerkesztőit annak laptörténete sorolja fel. Ez a jelzés csupán a megfogalmazás eredetét és a szerzői jogokat jelzi, nem szolgál a cikkben szereplő információk forrásmegjelöléseként.

## További olvasmányok
- Gable, S. L., & Haidt, J. (2005). What (and why) is positive psychology? Review of General Psychology, 9, 103-110. Full text
- Economic Downturn: Can Money Buy Happiness? Archiválva 2009. június 25-i dátummal a Wayback Machine-ben WhyFiles.org
- Niemiec, R., & Wedding D. (2008). Positive Psychology at the Movies: Using Using Films to Build Virtues and Character Strengths.[halott link] Cambridge, MA: Hogrefe [halott link]
- Eric Fromm, The anatomy of human destructiveness (New York, Holt, Rinehart and Winston [1973]) ISBN 0-03-007596-3

### Magyarul
- Csíkszentmihályi Mihály: És addig éltek, amíg meg nem haltak. (Finding flow) 1997. Ford. Boross Ottilia: A mindennapok minősége. 1998. Kulturtrade Kiadó ISBN 963 9069 27 2
- Pikó Bettina: Lelki egészség a modern társadalomban. Pozitív pszichológia; Akadémiai, Bp., 2005
- Sonja Lyubomirsky: Hogyan legyünk boldogok? Életünk átalakításának útjai tudományos megközelítésben; ford. Turóczi Attila; Ursus Libris, Bp., 2008 (Emberközpontú pszichológia könyvsorozat)
- Kurt Tepperwein: A pozitív pszichológia ereje; ford. Fürst Anna; Mérték, Bp., 2008
- Szondy Máté: A boldogság tudománya. Fejezetek a pozitív pszichológiából; Jaffa, Bp., 2010
- Élni jó! Tanulmányok a pozítív pszichológiáról; szerk. Csíkszentmihályi Mihály, Isabella Selega Csikszentmihalyi, ford. Boross Ottilia, Gábris Krisztián; Akadémiai, Bp., 2011 (Az elme kerekei)
- A pozitív pszichológia világa; szerk. Oláh Attila; Akadémiai, Bp., 2012 (Pszichológiai szemle könyvtár)
- Shawn Achor: A boldogság mint versenyelőny. Hogyan legyünk sikeresek a munkában a pozitív pszichológia eszközeivel?; ford. Frank Orsolya; HVG Könyvek, Bp., 2015
- Nagy Henriett: A pozitív pszichológia alkalmazása a klinikai és egészségpszichológiában; ELTE Eötvös, Bp., 2019 (Klinikai és egészségpszichológiai szakkönyvtár)
- Nagy Henriett: Lehetnénk-e boldogabban? Tények és történetek a pozitív pszichológia világából; HVG Könyvek, Bp., 2020